# Lorenzo de Monteclaro
Lorenzo Hernández Martínez (Cuencame, Durango, México; 5 de septiembre de 1939), más conocido por su nombre artístico Lorenzo de Monteclaro, es un cantante de la música regional mexicana. Su estilo principal es el norteño con sax, pero también ha grabado canciones con mariachi y banda sinaloense.
Cantó en el radio por primera vez en la década de los años 1950, en un programa llamado "Aficionados de los Ejidos", que se trasmitía cada domingo por XEDN (una estación de radio de Torreón, Coahuila, México). Aunque no ganó el premio, le sirvió para darse a conocer. Ha colaborado en más de 105 álbumes y actuado en casi 51 películas, sin haberse retirado aún, más de seis décadas después. El menor de sus hijos varones, Ricardo de Monteclaro, también canta profesionalmente.
El 2 de febrero de 2023, su esposa, Rosamaría Flores Rivera de Hernández, falleció.

## Discografía (parcial)
- El Ausente ( 1973 )
- Chaparrita Pelo Largo (1977)
- Ese señor de las canas (1978)
- Grandes éxitos del ausente (1979)
- Los mejores corridos de contrabando (1980)
- Acompañado por el Grupo de Rogelio Gutiérrez (1981)
- 15 Auténticos éxitos (1982)
- Con banda sinaloense (1983)
- Hipócrita (1984)
- De esta sierra a la otra sierra (1985)
- 16 Grandes éxitos (1986)
- Corridos famosos (1987)
- Boleros de siempre con banda sinaloense (1988)
- Tesoros musicales (CBS) (1988)
- La de la boca chiquita (1989)
- Solo eres tú (1989)
- Canciones de siempre con Lorenzo de Monteclaro y la Banda Los Escamilla (1991)
- Persica (1991)
- Tesoros musicales (Sony) (1991)
- De Monteclaro Reyes Avitia (1992)
- Indiscutiblemente (1992)
- Lorenzo de Monteclaro (1992)
- Corridos con banda (1992)
- Personalidad (1992)
- De mil amores (1993)
- 20 de colección (1994)
- Brillantes (1994)
- Digan lo que digan (1995)
- Lorenzo de Monteclaro y sus 15 grandes éxitos (1995)
- Mexicanísimo: 20 éxitos (1995)
- Econo series (1997)
- Raíces de música norteña (1997)
- Raíces de la música norteña (1998)
- 20 Éxitos (2000)
- Mis mejores años (2000)
- Sensación de Lorenzo de Monteclaro (2000)
- Esto es lo mejor: 20 Éxitos (2002)
- 30 Éxitos insuperables (2003)
- Mis 30 Mejores Canciones (2003)
- Estrellas y relámpagos (2005)
- 15 Éxitos (2006)
- 30 Éxitos de siempre (2006)
- Ausente (2006)
- Ídolos de siempre (2006)
- Raíces de nuestra música (2006)
- Cuando los hijos se van (2008)
- El amor no se vende (2008)
- pesado desde la cantina (2010)
- los amigos desde el rancho vol. l (2011)
- los amigos desde el rancho vol. 2 (2011)

## Filmografía (parcial)
- Me caí de la nube (1974)
- Los tres compadres (1975)
- Dios los cría (1977)
- Tierra sangrienta (1979)
- Las tres tumbas (1980)
- Pistoleros famosos (1981)
- La cosecha de mujeres (1981)
- Las ovejas descarriadas (1983)
- El hijo del viento (1986)
- Ser charro es ser mexicano (1987)
- Adorables criminales (1987)
- Nacidos para triunfar (1994)
- La carga de tunas (2003)
- Las sobrinas del Diablo (1983)

## Enlaces
- Lorenzo de Monteclaro, de cantante a siglero
- Answers.com (en inglés).
- Facebook oficial de Lorenzo de Monteclaro
- Instagram oficial de Lorenzo de Monteclaro
- Twitter oficial de Lorenzo de Monteclaro